# مشخصه‌های سیگنال رادار
یک سیستم رادار از سیگنال الکترومغناطیسی فرکانس رادیویی بازتاب شده از یک نشانگاه برای تعیین اطلاعاتی درباره آن نشانگاه استفاده می کند. در هر سیستم رادار، سیگنال ارسال شده و دریافت شده بسیاری از مشخصه های زیر را ارائه خواهد داد.

## سیگنال رادار در دامنه زمان
دیاگرام زیر ویژگی های سیگنال ارسال شده در دامنه زمان را نشان می دهد. نکته قابل توجه که در این و در تمام دیاگرام ها در این مقاله، محور X برای شفاف تر کردن بحث بیش از حد واقع است.